# Hymenophyllum fuciforme
Hymenophyllum fuciforme là một loài thực vật có mạch trong họ Hymenophyllaceae. Loài này được Sw. miêu tả khoa học đầu tiên năm 1806.